# Pieve di Ledro
Pieve di Ledro là một đô thị ở tỉnh Trento ở vùng Trentino-Alto Adige/Südtirol của Ý, tọa lạc cách 35 km về phía tây nam của Trento. Tại thời điểm ngày 31 tháng 12 năm 2004, đô thị này có dân số 585 người và diện tích là 19,0 km².
Pieve di Ledro giáp các đô thị: Concei, Riva del Garda, Bezzecca và Molina di Ledro.